# Памятник Яну Матейко (Варшава)
Па́мятник Я́ну Мате́йко (пол. Pomnik Jana Matejki) — памятник польскому живописцу Яну Матейко (1838—1893), автору батальных и исторических полотен патриотического содержания. Памятник находится в Варшаве на ул. Пулавска на границе парка Морское Око в левобережном районе столицы Старый Мокотув.
Автор проекта — Марьян Конечны. Проект памятника был разработан скульптором в 1989 году.
Памятный камень на месте сооружения памятника заложен по инициативе архитектора Феликса Пташинского 24 июня 1993 года к 155-летнему юбилею со дня рождения художника. Открыт 3 мая 1994 года, в 1995 году был дополнен фигурой Станчика, героя одной из известных картин художника.
Монумент изображает Яна Матейко, одного из наиболее популярных польских художников, стоящего в полный рост на гранитном пьедестале, с палитрой и кистью. В ногах художника у основания пьедестала сидит Станчик — шут королевы Боны — один из наиболее известных персонажей творчества художника.